# Hoornadder
De hoornadder of Cerastes-adder (Cerastes cerastes) is een giftige slang uit de familie adders (Viperidae) en de onderfamilie echte adders (Viperinae).

## Naam en indeling
De wetenschappelijke naam van de soort werd voor het eerst voorgesteld door Carl Linnaeus in 1758. Oorspronkelijk werd de wetenschappelijke naam Coluber Cerastes gebruikt.

### Ondersoorten
De soort wordt verdeeld in twee ondersoorten die onderstaand zijn weergegeven, met de auteur en het verspreidingsgebied.
| Naam                       | Auteur               | Verspreidingsgebied                        |
| -------------------------- | -------------------- | ------------------------------------------ |
| Cerastes cerastes          | Linnaeus, 1758       | Overige delen van het verspreidingsgebied. |
| Cerastes cerastes hoofieni | Werner & Sivan, 1999 | Zuidwesten van het Arabisch Schiereiland   |

## Uiterlijke kenmerken
De hoornadder bereikt een lichaamslengte van ongeveer 30 tot 60 centimeter en kan maximaal 80 cm lang worden. De driehoekige kop is duidelijk te onderscheiden van het lichaam door de aanwezigheid van een insnoering. De ogen zijn relatief gemiddeld van grootte en hebben een verticale pupil. De slang heeft 27 tot 35 rijen schubben in de lengte op het midden van het lichaam en 130 tot 172 schubben aan de buikzijde, het aantal verschilt per ondersoort. Onder de staart zijn 30 tot 41 gepaarde staartschubben aanwezig, mannetjes hebben gemiddeld een groter aantal staartschubben.
De lichaamskleur is zandkleurig lichtbruin, met op het midden van de rug grote donkerbruine, ronde vlekken en aan weerszijden kleinere vlekken in dezelfde kleur. De buikzijde is lichter en heeft enkele vlekken, de staartpunt is vaak zwart. De massieve kop is driehoekig van vorm en draagt twee duidelijk zichtbare 'hoorntjes' boven de ogen. De hoorns zijn lang en puntig en bestaan uit een enkele, gemodificeerde schub, ze kunnen echter ook volledig ontbreken.

## Levenswijze
De slang is nachtactief om zo de hitte overdag te vermijden. Bij het jagen op een prooi ligt de slang in een hinderlaag onder het zand, een langslopende prooi wordt bliksemsnel gebeten en weer direct weer losgelaten. De prooi zal spoedig sterven, de slang wacht de dood van de prooi rustig af en spoort het lijk vervolgens op met het sterke reukvermogen. Op het menu staan voornamelijk knaagdieren, vogels en hagedissen. Net als de zaagschubadders uit het geslacht Echis wordt bij verstoring een kenmerkend geluid geproduceerd door de gekielde (Λ-vormige) schubben tegen elkaar te strijken. De vrouwtjes zetten eieren af in de bodem die na zes tot acht weken uitkomen. De juvenielen zijn ongeveer 16 tot 18 centimeter lang als ze uit het ei kruipen.

## Verspreiding en habitat
De hoornadder komt voor in delen van Afrika en het Midden-Oosten en leeft in de landen Egypte, Libië, Tunesië, Algerije, Marokko, Mauritanië, Mali, Niger, Israël, Jordanië, Soedan en Westelijke Sahara. De exemplaren die in Jordanië voorkomen zouden wel eens vertegenwoordigers van de soort Cerastes gasperetti kunnen zijn. De habitat bestaat uit droge maar niet te warme woestijnachtige, open gebieden met weinig begroeiing. De slang wordt soms in oases aangetroffen en komt voor tot een hoogte van 1500 meter boven zeeniveau.